# Eva Vliegen

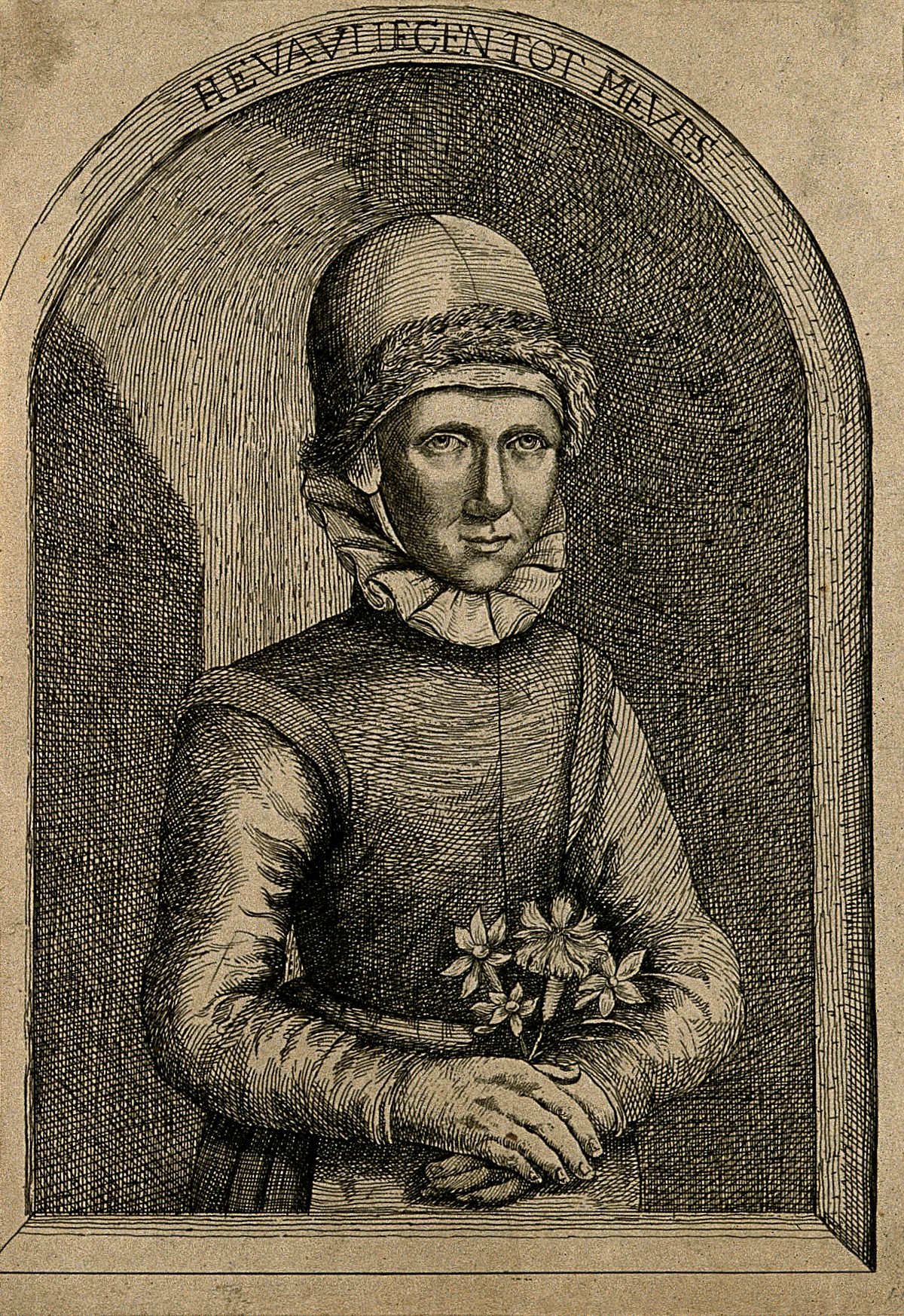
Eva Vliegen, de vrouw die van de geur van bloemen leefde.

Eva Vliegen (Moers, Noordrijn-Westfalen ca. 1575 – 1637), ook bekend als Besje van Meurs, was een vastenwonder, dat jarenlang zonder eten en drinken zou hebben geleefd. 
Eva Vliegen was van geringe komaf en groeide op bij boeren, waar zij varkens hoedde. Al vanaf jonge leeftijd was zij gewend om honger en dorst te lijden, maar vanaf 1594 nam haar eetlust nog meer af en at zij steeds langere tijd niets. Vanaf 1597 at zij helemaal niets meer. In het jaar 1599 haalde de Gravin van Moers haar over een kers te eten, waarna zij dusdanig ziek werd dat er voor haar leven werd gevreesd. 
Er werd gezegd dat Eva Vliegen zonder eten kon, omdat zij van de geur van bloemen leefde. Zelf vertelde Eva dat zij van tijd tot tijd omgeven werd door een zeer heldere glans, waarbij in haar mond een bijzondere gewaarwording plaatsvond, maar waarbij zij niets dan licht zag. 
Duizenden mensen, onder wie prins Maurits, kwamen naar Moers om vast te stellen dat Eva Vliegen daadwerkelijk leefde zonder te eten of te drinken. Het stadsbestuur van Moers sprong hierop in door certificaten te verspreiden, waarin werd verklaard dat Eva Vliegen oprecht was en dat iedereen welkom was om dit met eigen ogen vast te stellen. Argwaan was er ook. Zo nam de predikant van Moers Eva dagenlang in huis, zodat hij haar dag en nacht in de gaten kon houden. Hierna was hij echter overtuigd van Eva's eerlijkheid.
In 1614 verscheen een pamflet waarin werd verkondigd dat Eva een engel had gezien, die haar had verkondigd dat God de mensheid zou straffen met een 'grote sterfte'. Vanaf dat moment weigerde zij niet alleen te eten en te drinken, maar ook te spreken. Dit zou zij hebben volgehouden tot haar vermeende dood op 1 maart 1614. 
Volgens een verslag van de medicus Nicolaes van Wassenaer was Eva Vliegen in 1628 echter nog altijd in leven. Zij woonde in het huis van haar tante. Toen die in 1628 stierf, werd eindelijk ontdekt dat Eva Vliegen fraude had gepleegd. Haar tante had haar al die tijd stiekem eten gegeven. Eva Vliegen werd voor dit bedrog veroordeeld tot openbare geseling en verbanning, maar prins Frederik Hendrik van Oranje verleende haar gratie. Uiteindelijk stierf Eva Vliegen een natuurlijke dood op 10 juni 1637. 
In Nederland werd Eva Vliegen vervolgens vooral bekend doordat eeuwenlang een wassen beeld van haar te zien was in het Amsterdamse doolhof.